# リサ・ローリング
リサ・ローリング（Lisa Loring,  1958年2月16日—2023年1月28日）は、アメリカ合衆国の女優である。

## 来歴
1958年、マーシャル諸島のクェゼリン環礁で生まれる。父親はアメリカ海軍で働いていたが、ローリングが生まれてすぐに両親が離婚したことで、母親と共にハワイへ移り、その後ロサンゼルスへ渡った。子役として1964年からABCテレビが製作したホラー・コメディドラマ『アダムスのお化け一家』に“ウェンズデー・アダムス”役で出演したことで知られている。1966年にはフィリス・ディラー出演のシットコム『The Pruitts of Southampton』などへも出演して、キャリアを重ねて行った。『アダムスのお化け一家』以降にはこれといった代表作はないが、テレビ・映画などへの出演は続けている。

### 私生活
2023年1月28日、死去。64歳没。4日前には脳卒中を起こし倒れていた。

## 出演作品

### 映画
- アダムス・ファミリー オリジナル版 Halloween with the New Addams Family (1977) ※テレビ映画
- Annie Flynn (1978) ※テレビ映画
- 美女のしたたり/ 猟奇と虐待の殺人マニア Blood Frenzy (1987)
- コング/ 怒りの処刑 Savage Harbor (1987)
- ウィンター・スクール/ 新・金曜日の訪問者 Iced (1988)
- Layin' Down the Law (1992) ※ビデオ作品
- Doctor Spine (2011)
- Way Down in Chinatown (2013)

### テレビシリーズ
- Dr. Kildare (1964)
- アダムスのお化け一家 The Addams Family (1964 - 1966)
- The Pruitts of Southampton (1966)
- 0022アンクルの女 The Girl from U.N.C.L.E. (1966)
- ファンタジー・アイランド Fantasy Island (1978)
- 名探偵ジョーンズ Barnaby Jones (1978 - 1979)
- アズ・ザ・ワールド・ターンズ As the World Turns (1981)